# Сарыолен (Тарбагатайский район)
Сарыолен (каз. Сарыөлең) — село в Тарбагатайском районе Восточно-Казахстанской области Казахстана. Входит в состав Жанааулского сельского округа. Код КАТО — 635839400.

## Население
В 1999 году население села составляло 564 человека (280 мужчин и 284 женщины). По данным переписи 2009 года, в селе проживал 221 человек (112 мужчин и 109 женщин).